# Перуанская макрель
Перуанская макрель (лат. Scomberomorus sierra) — вид лучепёрых рыб из семейства скумбриевых. Распространены в восточной части Тихого океана от южной Калифорнии на севере до Антофагасты в Чили на юге.

## Описание

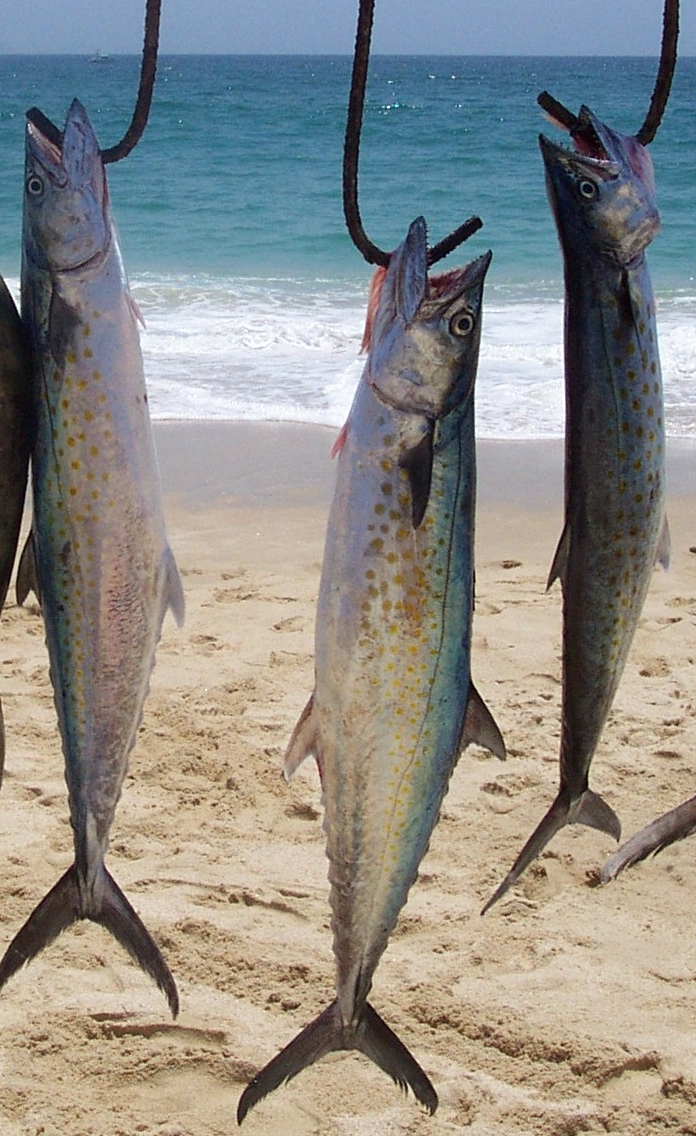

Максимальная длина тела 99 см, обычно до 60 см; максимальная зарегистрированная масса 8,2 кг.
МСОП присвоил виду охранный статус LC.